# Imecs Márton
Imecs Márton (Segesvár, 1909. május 20. – Kolozsvár, 1984. augusztus 22.) matematika-fizika szakos tanár, építészmérnök, műszaki szakíró. Imecs Mária (1921) férje, Imecs Mária (1948), Imecs Márton (1947) és Imecs Julianna apja.

## Életútja
A Székelykeresztúri Unitárius Főgimnáziumban érettségizett (1927), a kolozsvári egyetemen matematika–fizika szakos tanári képesítést szerzett (1931). A kolozsvári Református Kollégium tanára, majd a budapesti Műszaki és Gazdaságtudományi Egyetem elvégzésével (1944) építészmérnöki pályára lépett. 1944-től 1949-ig a kolozsvári Dermata Bőr- és Cipőgyár mérnöke, közben az 1947-ben Kolozsvárt létesített Almérnöki Intézet magyar tagozatán matematikát tanított. 1949-től 1958-ig a kolozsvári Mechanikai Intézet (később Politechnikai Intézet) tanára; előadásai az ábrázoló mértan, analitikai és differenciálgeometria, szerszámgép-alapozás, szilárdságtan és alkalmazott matematika tárgykörébe tartoztak. 1958-tól nyugalomba vonulásáig (1971) a kolozsvári Tehnofrig Gépgyár főtervező-építészmérnöke.
Jelentősebb tervezése a Flacăra Készruhagyár épülete (1949) s a Tehnofrig Gépgyár általános teleprendezése, műhelyei, laboratóriumi és géptervező termei, darupályái, főbejárati épülete. Tudományos írása a csepptartály méretezéseiről a Kolozsvári Politechnikai Intézet kiadványában jelent meg (Lucrări ştiinţifice, Kolozsvár, 1959). Több magyar nyelvű szakmunkája, köztük a Matematika c. előadás-gyűjteménye kéziratban maradt.